# Gran Premio motociclistico delle Nazioni 1967
Il Gran Premio delle Nazioni 1967 corso il 3 settembre 1967 a Monza, fu l'undicesima gara del motomondiale 1967. Si svolse alla presenza di 50.000 spettatori.
Cinque le classi in programma: 125, 250, 350, 500 e sidecar; per quest'ultima categoria si trattava dell'ultimo GP della stagione.
La 125 vide l'affermazione del britannico Bill Ivy, in volata su Hans-Georg Anscheidt: grazie a questa vittoria l'alfiere della Yamaha si laureò Campione del mondo.
In 250, Phil Read approfittò della rottura della Honda di Mike Hailwood per vincere la gara, davanti al compagno di Marca Ivy e a Ralph Bryans con la seconda Honda.
Bryans vinse in 350, agevolato dal ritiro della MV Agusta tre cilindri di Giacomo Agostini a causa di noie all'accensione.
"Ago" si rifece in 500, ponendo una seria ipoteca sul titolo della mezzo litro: a favorirlo noie alla Honda di Hailwood. Quella dei due campioni fu una gara a parte: tutti gli altri vennero staccati di almeno tre giri.
Nei sidecar, vittoria del tedesco Georg Auerbacher, in coppia con il britannico (usualmente pilota della 500) Billie Nelson. Auerbacher migliorò il record sulla distanza, che resisteva da dieci anni.

## Classe 500

### Arrivati al traguardo
| Pos. | Pilota             | Moto              | Tempo        | Punti |
| ---- | ------------------ | ----------------- | ------------ | ----- |
| 1    | Giacomo Agostini   | MV Agusta         | 1h 00' 17" 2 | 8     |
| 2    | Mike Hailwood      | Honda             | +13" 2       | 6     |
| 3    | Angelo Bergamonti  | Paton             | +3 giri      | 4     |
| 4    | Fred Stevens       | Paton             | +3 giri      | 3     |
| 5    | Giuseppe Mandolini | Moto Guzzi        | +3 giri      | 2     |
| 6    | John Hartle        | Metisse-Matchless | +3 giri      | 1     |
| 7    | Gyula Marsovszky   | Matchless         | +3 giri      |       |
| 8    | Dan Shorey         | Norton            | +4 giri      |       |
| 9    | Jack Findlay       | Matchless         | +4 giri      |       |
| 10   | Karl Hoppe         | Matchless         | +4 giri      |       |

## Classe 350

### Arrivati al traguardo
| Pos. | Pilota             | Moto              | Tempo        | Punti |
| ---- | ------------------ | ----------------- | ------------ | ----- |
| 1    | Ralph Bryans       | Honda             | 0h 48' 39" 7 | 8     |
| 2    | Silvio Grassetti   | Benelli           | +1' 43" 5    | 6     |
| 3    | Heinz Rosner       | MZ                | +2 giri      | 4     |
| 4    | Alberto Pagani     | Aermacchi         | +2 giri      | 3     |
| 5    | Derek Woodman      | MZ                | +2 giri      | 2     |
| 6    | Fred Stevens       | Paton             | +2 giri      | 1     |
| 7    | Kel Carruthers     | Metisse-Aermacchi | +2 giri      |       |
| 8    | Giuseppe Visenzi   | Aermacchi         | +2 giri      |       |
| 9    | Roberto Patrignani | Aermacchi         | +2 giri      |       |
| 10   | Karl Hoppe         | Aermacchi         | +3 giri      |       |

## Classe 250

### Arrivati al traguardo
| Pos | Pilota           | Moto      | Tempo        | Punti |
| --- | ---------------- | --------- | ------------ | ----- |
| 1   | Phil Read        | Yamaha    | 0h 39' 22" 2 | 8     |
| 2   | Bill Ivy         | Yamaha    | +0" 6        | 6     |
| 3   | Ralph Bryans     | Honda     | +0" 8        | 4     |
| 4   | Heinz Rosner     | MZ        | +1 giro      | 3     |
| 5   | Derek Woodman    | MZ        | +1 giro      | 2     |
| 6   | Ginger Molloy    | Bultaco   | +2 giri      | 1     |
| 7   | Alberto Pagani   | Aermacchi | +2 giri      |       |
| 8   | Jack Findlay     | Bultaco   | +3 giri      |       |
| 9   | Bob Coulter      | Bultaco   | +3 giri      |       |
| 10  | Giuseppe Visenzi | Bultaco   | +3 giri      |       |

## Classe 125

### Arrivati al traguardo
| Pos | Pilota               | Moto    | Tempo        | Punti |
| --- | -------------------- | ------- | ------------ | ----- |
| 1   | Bill Ivy             | Yamaha  | 0h 37' 13" 5 | 8     |
| 2   | Hans-Georg Anscheidt | Suzuki  | +0" 2        | 6     |
| 3   | László Szabó         | MZ      | +1 giro      | 4     |
| 4   | Walter Scheimann     | Honda   | +1 giro      | 3     |
| 5   | Giovanni Burlando    | Honda   | +1 giro      | 2     |
| 6   | Jim Curry            | Honda   | +1 giro      | 1     |
| 7   | Kel Carruthers       | Honda   | +1 giro      |       |
| 8   | Heinz Kriwanek       | Rotax   | +2 giri      |       |
| 9   | Angelo Orsenigo      | Bultaco | +2 giri      |       |
| 10  | Siegfried Lohmann    | MZ      | +2 giri      |       |

## Classe sidecar

### Arrivati al traguardo
| Pos | Pilota                | Passeggero         | Moto | Tempo        | Punti |
| --- | --------------------- | ------------------ | ---- | ------------ | ----- |
| 1   | Georg Auerbacher      | Billie Nelson      | BMW  | 0h 38' 11" 3 | 8     |
| 2   | Heinz Luthringshauser | Geoff Hughes       | BMW  | +0' 53"      | 6     |
| 3   | Otto Kölle            | Rolf Schmid        | BMW  | +1' 39" 5    | 4     |
| 4   | Joseph Duhem          | Christian Maingret | BMW  | +1 giro      | 3     |
| 5   | Arsenius Butscher     | Armgard Neumann    | BMW  | +1 giro      | 2     |
| 6   | Siegfried Schauzu     | Horst Schneider    | BMW  | +1 giro      | 1     |
| 7   | O. Salobir            | n.d.               | BMW  | +2 giri      |       |
| 8   | S. Giangiuliani       | n.d.               | BMW  | +2 giri      |       |
| 9   | Michele Revelli       | Gianluigi Bruschi  | BMW  | +2 giri      |       |
| 10  | Alex Ludwig           | Kallimbert         | BMW  | +2 giri      |       |

## Fonti e bibliografia
- Corriere dello Sport, 4 settembre 1967, pag. 6.